# Chrysler Fifth Avenue
La Fifth Avenue è un'autovettura full-size prodotta dalla Chrysler dal 1984 al 1989. Dal 1979 al 1981 e dal 1990 al 1993 la Fifth Avenue non fu un modello a sé stante, ma un allestimento speciale di altre vetture.

## Storia

### La Fifth Avenue come allestimento: 1979-1981

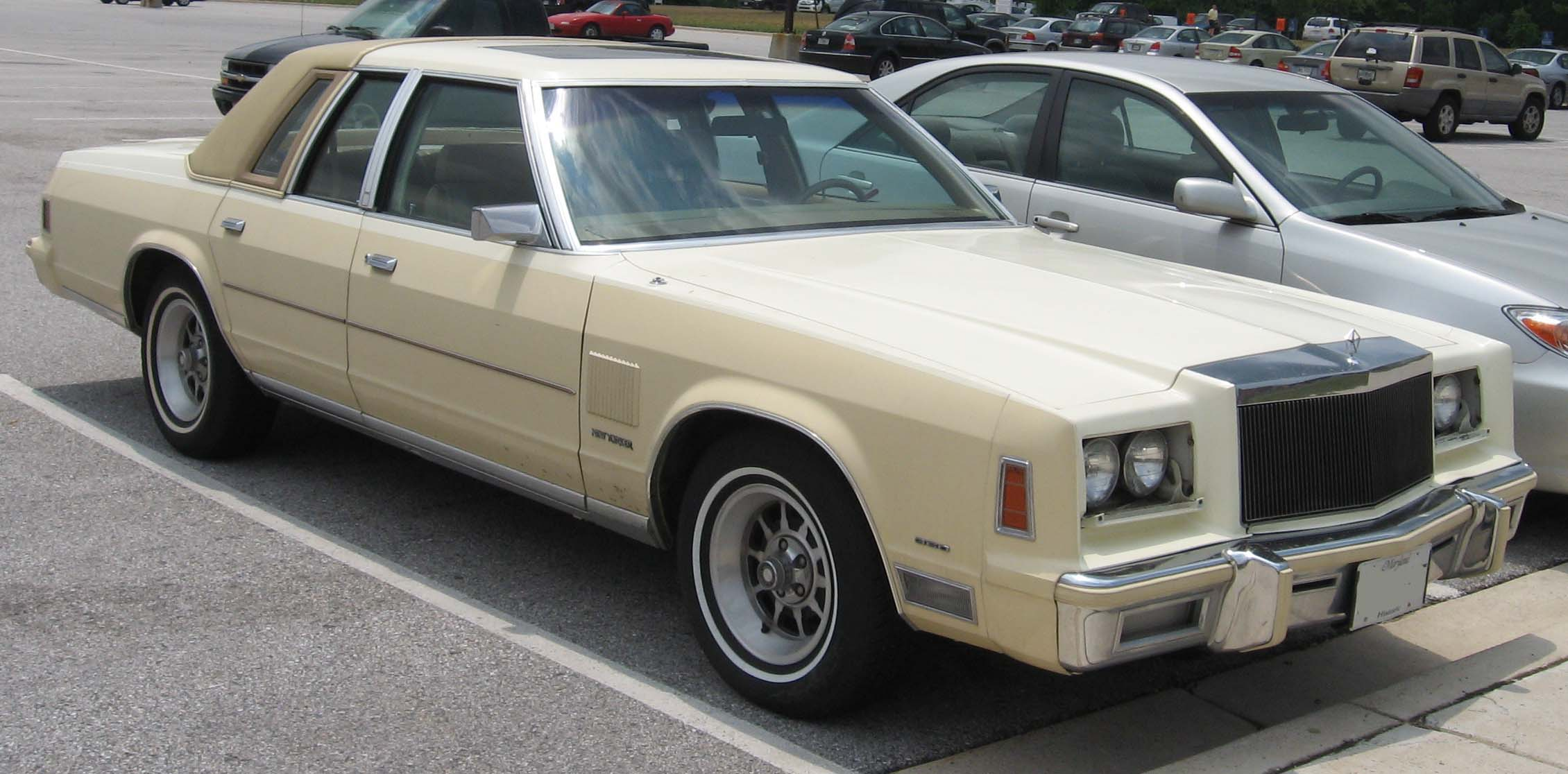
Una Chrysler New Yorker Fifth Avenue del 1979

Il nome Fifth Avenue debuttò nel 1979 associato ad un allestimento della New Yorker. Tale denominazione derivava dalla Fifth Avenue, celebre strada di New York. La Fifth Avenue New Yorker era disponibile solo in versione berlina ed era dotata di un motore V8. La trazione era posteriore ed il passo era piuttosto lungo. La New Yorker Fifth Avenue era fornita di un ricco equipaggiamento che comprendeva, ad esempio, gli interni in pelle. Dal 1979 al 1981, di New Yorker, ne furono prodotti circa 75.000 esemplari, ed il 25% di essi erano Fifth Avenue. Solo nel 1981 fu in commercio la LeBaron Fifth Avenue, che venne prodotta in 654 esemplari.
Nel 1982 il nome Fifth Avenue continuò ad essere associato alla New Yorker. Ciò che cambiò fu il pianale. La New Yorker passò dal precedente pianale R alla piattaforma M. L'allestimento Fifth Avenue era in vendita a 1.244 dollari. Esso comprendeva un tettuccio speciale, un paraurti posteriore speciale e degli interni peculiari che era dotati di una maggiore presenza di cromature. Erano offerti, tra l'altro, anche la chiusura centralizzata e la regolazione elettrica del sedile del guidatore. Il motore offerto era un V8 da 5,2 L di cilindrata. 

### La Fifth Avenue come modello a sé stante: 1984-1989

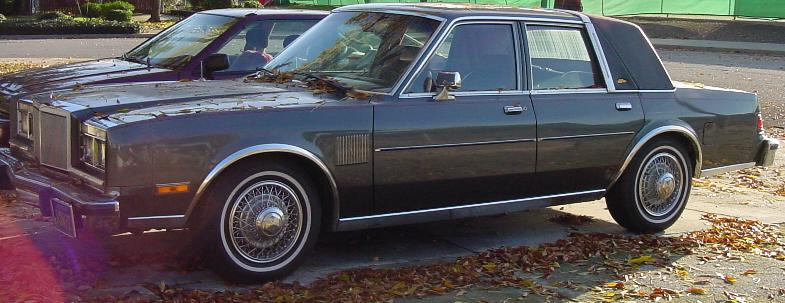
Una Chrysler New Yorker Fifth Avenue del 1983

Nel 1984 la Fifth Avenue diventò un modello a sé stante. Rimase in produzione fino al 1989. Fu l'ultimo modello Chrysler con motore V8 e trazione posteriore fino alla Chrysler 300 C, che fu introdotta nel 2005. Il motore installato sulla Fifth Avenue era un V8 da 5,2 L che era dotato di un carburatore a doppio o quadruplo corpo. La potenza erogata dalla prima versione era di 140 CV, mentre dalla seconda di 170 CV. Il cambio era automatico a tre rapporti. Nel 1984 la produzione della Fifth Avenue fu spostata da Windsor, nell'Ontario, a Saint Louis, nel Missouri. Nel 1986 l'assemblaggio fu invece trasferito a Kenosha, nel Wisconsin, dove rimase fino al 1989. Negli anni in cui fu la vettura fu in produzione, ci furono pochi cambiamenti. Dal 1982 al 1988 circa 60 esemplari furono allungati e trasformati in limousine.

### La Fifth Avenue come allestimento: 1990–1993

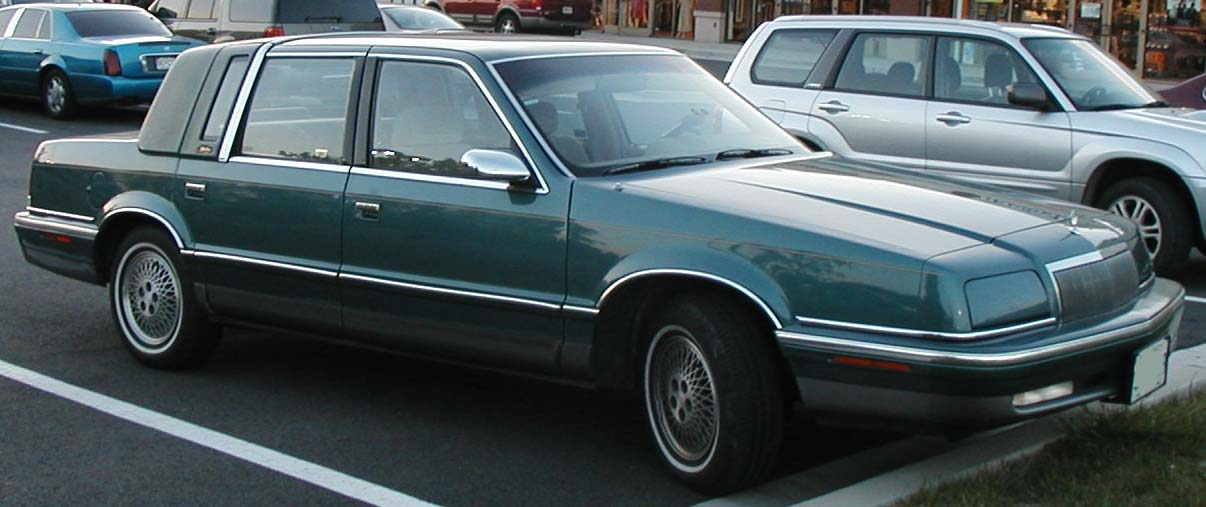
Una Chrysler New Yorker Fifth Avenue prodotta dal 1992 al 1993

Nel 1990 la Fifth Avenue tornò ad essere un allestimento della New Yorker. La Fifth Avenue, rispetto a quest'ultima, era dotata di un passo leggermente più lungo. La Fifth Avenue era dotata di fanali a scomparsa, di un motore V6 da 3,3 L e di un cambio automatico a quattro rapporti. Dal 1991 diventò opzionale un V6 da 3,8 L. La Fifth Avenue era dotata di interni in pelle. Questa Fifth Avenue assomigliava alla Chrysler Imperial ed era provvista di una garanzia di 5 anni/50.000 miglia (7 anni/70.000 miglia per il gruppo motopropulsore). La Fifth Avenue uscì definitivamente di produzione nel 1993 con l'uscita di scena della New Yorker.

## La Fifth Avenue nei media
Una Fifth Avenue del 1988 è l'auto personale di Mike Ehrmantraut nelle serie tv Breaking Bad e Better Call Saul.